# Брунетто, Луис
Луис Антонио Брунетто (исп. Luis Ángel Brunetto; 27 октября 1901, Росарио, Санта-Фе — 7 мая 1968, Темперлей, Буэнос-Айрес) — аргентинский легкоатлет.
На Олимпийских играх 1924 года в Париже завоевал серебряную медаль в тройном прыжке. Это была единственная медаль сборной Аргентины по лёгкой атлетике на этих Олимпийских играх. Брунетто достиг отметки в 15 метров 42 сантиметра. Позже работал администратором на почте и внештатным бухгалтером.